# Colombe aymara
Pour les articles homonymes, voir Aymara (homonymie).
Metriopelia aymara
Espèce
Statut de conservation UICN

 LC  : Préoccupation mineure
La Colombe aymara (Metriopelia aymara) est une espèce d’oiseaux appartenant à la famille des Columbidae.